# Grammatikdagen
Grammatikdagen är en årligt återkommande temadag om grammatik. Den uppmärksammas i hela Sverige, både i skolorna och i arbetslivet. Grundarnas syfte är att höja statusen för grammatik och sprida insikten att grammatik är kul.
Grammatikdagen är ett ideellt initiativ med företaget Språkkonsulterna och Svensklärarföreningen som huvudarrangörer. Förebild är National Grammar Day i USA.